# Thémata
Thémata és una revista de filosofia que va néixer l'any 1984 amb la intenció de promoure el diàleg entre els estudiosos i investigadors de la filosofia i proporcionar-los un mitjà per a la publicació dels seus treballs, des d'una perspectiva interdisciplinària. Inicialment, van participar en el projecte les Universitats de Múrcia, Màlaga i Sevilla, però aviat van quedar com a gestors de la revista un grup de professors del Departament de Filosofia de la Universitat de Sevilla. Els actuals directors de la revista són Jacinto Choza i Juan Arana Cañedo-Argüelles.
Des del principi, s'ha caracteritzat per donar prioritat als continguts sobre les qüestions formals, i ha lluitat per no encasellar-se en corrents o escoles de pensament.
En el seu afany per la flexibilitat a l'hora d'acollir nous projectes, fomentar discussions sobre temes controvertits i obrir-se als nous valors de la filosofia, dona cabuda als investigadors joves.
La seqüència de la publicació és anual, abans semestral, alternant nombres monogràfics (en els quals predomina la problemàtica antropològica i cosmològica) i nombres miscel·lanis, que brinden al lector un panorama representatiu del rumb de la filosofia a Europa i Amèrica. També dedica àmplia atenció a la crítica de les novetats bibliogràfiques, l'edició de textos clàssics inèdits i la publicació d'elencs bibliogràfics especialitzats.
Tots els articles, a més d'en paper (fins al número 43), es podien llegir i descarregar en versió pdf a la web de la revista.